# (437814) 2015 DA99
(437814) 2015 DA99 es un asteroide perteneciente al cinturón de asteroides, descubierto el 13 de abril de 2004 por el equipo Spacewatch desde el Observatorio Nacional de Kitt Peak (Arizona, Estados Unidos).